# Clara Noble Malvido
Clara Noble Malvido (Jerez de la Frontera, 1872 - Barcelona, 26 d'abril de 1944) era filla del corredor d'assegurances anglès Ernest Noble Barber i d'una dama andalusa, María de las Angustias Malvido Nocedo. Es va casar amb el poeta Joan Maragall.

## Biografia
Va rebre una educació pròpia de les filles de bona família de l'època i en el seu cas incloïa música, piano i idiomes: francès i anglès.
Cap al 1885 la seva família es va traslladar a viure a Barcelona i començà a estiuejar a Puigcerdà, on Clara Noble va conèixer el que seria el seu marit l'estiu del 1888, quan tenia 16 anys. Després de tres anys de festeig es van casar el 27 de desembre del 1891 a l'església de Santa Anna de Barcelona. La parella es va instal·lar en un pis del carrer Roger de Llúria, després al passeig de Gràcia. El 1896 van tornar a canviar de casa per anar al carrer de Consell de Cent, i el 1899 a l'habitatge definitiu, molt a prop d'on vivien els Noble Malvido, al carrer d'Alfons XII, n. 79, seu actual de l'Arxiu Joan Maragall. Van tenir tretze fills: Helena (1893), Maria (1894), Eulàlia (1896), les bessones Clara i Anna (1899) Josep (1900), Joan-Anton (1902), Ernest (1903), Guillem (1905), Raimon (1906), Elvira (1907), Gabriel (1909) i Jordi (1911).
La seva figura va ser fonamental en la vida i en l'obra del poeta. Després de la mort del seu marit, el 1911, Clara Noble es va fer càrrec de tirar endavant l'edició de les Obres Completes de Maragall, publicades el 1912 per Gustau Gili, i va endreçar el seu llegat: cartes, documents, articles, tot un aplec de material que seria el nucli del futur Arxiu Joan Maragall, dipositat després a la Biblioteca de Catalunya. Aquest Arxiu conserva també documentació de Clara Noble –un diari personal, cartes i fotografies, llibres de comptes i factures de casa...– un material que mostra la seva personalitat i el paper que exercí com a companya de vida de Joan Maragall.

## Família
És àvia de Pasqual Maragall, 127è President de la Generalitat de Catalunya, Ernest Maragall i Mira, Pau Malvido, Jordi Maragall i Mira, Joan-Anton Maragall i Garriga i Julio Maragall, així com besàvia de Cristina Maragall. És ressogra de Diana Garrigosa.